# Asocjacja, ilość i jakość
Asocjacja, ilość i jakość – dopowiedzenie do którejś z rozmów Cypriana Kamila Norwida z Michaliną Dziekońską latem 1852.

## O utworze
Utwór stanowi uzupełnieni jednej z rozmów toczonych przez Norwida z Michaliną Dziekońską w sierpniu-wrześniu 1852. Adresatka pamiętała bowiem, że otrzymała rękopis w klasztorze l'Assomption w Paryżu, gdzie przebywała po powrocie z Włoch. Autograf, arkusik niebieskiego papieru listowego, zapisany po obydwu stronach, przepadł w papierach po Michalinie Dziekońskiej w 1920 w Grodnie. Utwór opublikował w 1933 Zenon Przesmycki pod tytułem Ilość i jakość w Ineditach. Rozprawkach epistolarnych̪.

## Treść
Asocjacja jest skutkiem jakości, ale nie celem. Najpotężniejsza asocjacja w dziejachː Żydzi są skutkiem jakości Mojżesza, najszersza – chrześcijaństwo – skutkiem człowieczeństwa Chrystusa. Główną przyczyną wielowiekowej walki Polski z jej nieprzyjaciółmi jest to, że oni są asocjacjami jako cel, Polska zaś jako skutek. I na tym polega wolność. Gdyby się ludzie jednoczyli dla samej asocjacji, to by się rozeszli z braku innych przyczyn. Asocjacja nie może być celem. Staje się nim gdy dochodzi do utraty jakości wskutek demoralizacji.
Na tym polega sprawa wolności, aby jakość, a nie ilość rządziła. Jedyny powód dla którego Żydzi uważali, że należy ukrzyżować Jezusa był taki, że za sprawiedliwe mieli, żeby jeden człowiek był dla głosu ludu skazany. Indywidualną jakość Chrystusa umęczyła zasada ilości. W taki sam sposób zginął Sokrates, ostatni mędrzec przed chrześcijaństwem i już je przeczuwający. I jego jakości nie mogła znieść ilość. Cezar, ostatni wielki mąż przed Chrystusem, również rozbił się o prawo ilości. Takie samo jest stanowisko Polski wobec Moskwy.
Kiedy indywidualności będą tak doskonałe, że każda będzie widzieć swą potęgę w całej swej nieodwołalności wówczas asocjacje będą celem. Albo gdy indywidualności zniedołężnieją i już żadnej potęgi czuć nie będą, wtedy również asocjacje będą celem jak pokład wapna. Bo równość i asocjacja ludzi jest przez jakość, a równość i asocjacja materii jest przez ilość.